# Jičín (zámek)
Jičínský zámek také Valdštejnský zámek je raně barokní, klasicistně upravený rozlehlý areál, který zaplňuje celou polovinu jižní uliční fronty Valdštejnova náměstí v Jičíně. 

## Historie

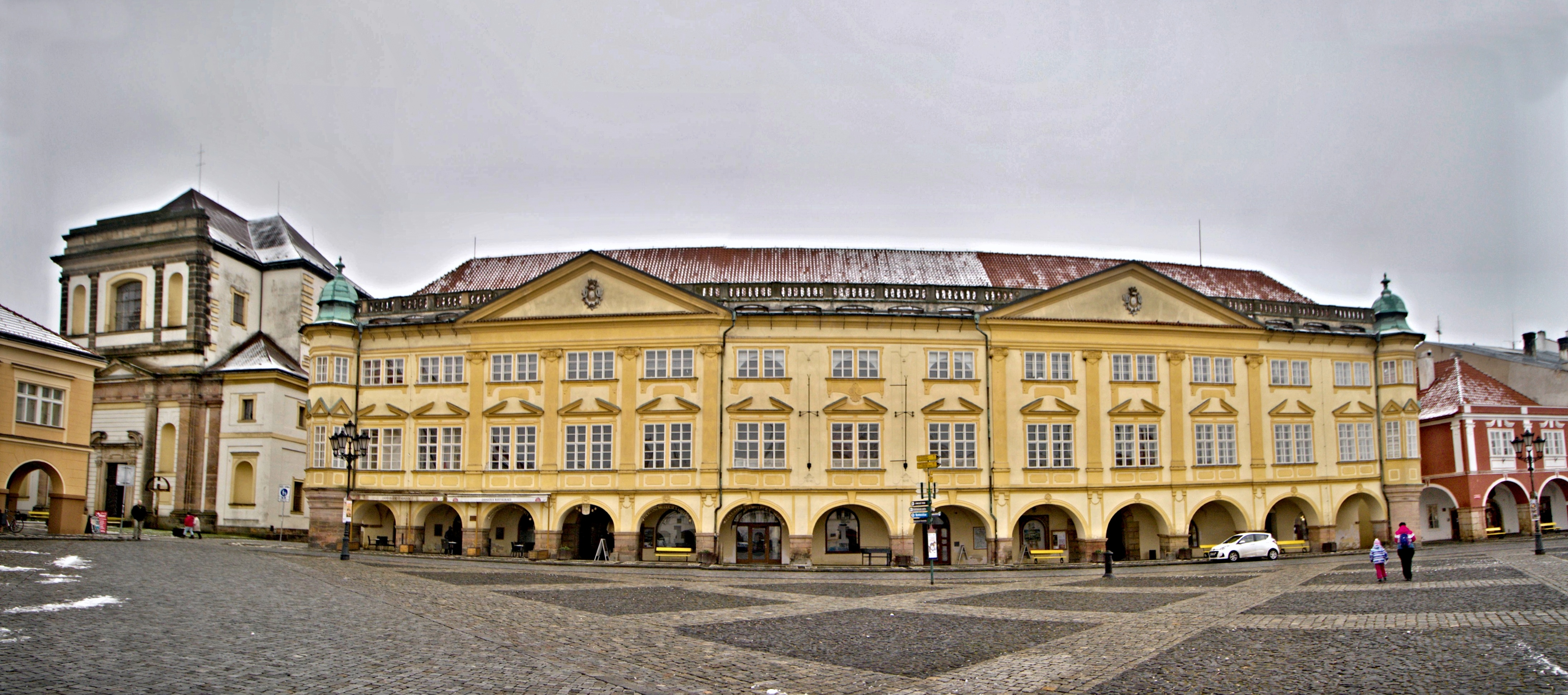
Valdštejnovo náměstí a zámek s děkanským kostelem sv. Jakuba

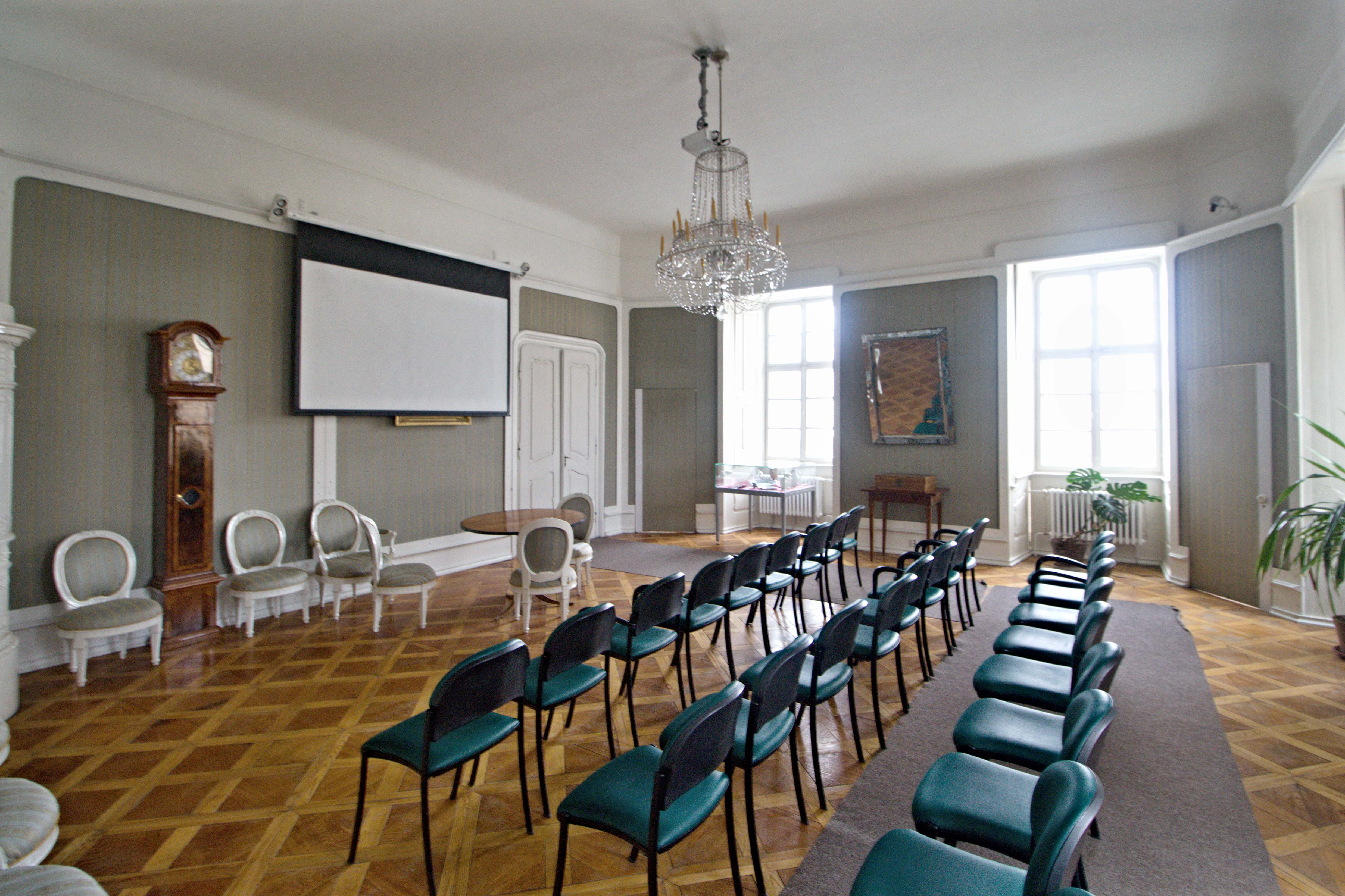
Konferenční salónek

Trčkové z Lípy si koupili město Jičín a velíšské panství v roce 1487. Své feudální sídlo si nechali vybudovat ze tří patrových panských domů. Následně se z něho stal západní renesanční trakt zámku. Na výškových rozdílech sklepů a chodeb lze dokázat původ tři panských domů.
Po nich vlastnili Jičín Smiřičtí ze Smiřic, kteří nechali vystavět reprezentační sídlo v renesančním stylu s arkádovým nádvořím. Stavba probíhala v letech 1608– asi 1616. Majitel zámku Albrecht Jan Smiřický zemřel v roce 1618.
Po jeho smrti zůstal posledním mužským potomkem rodu jeho bratr Jindřich Jiří († 1630). Ten byl pro slabomyslnost vyloučen z dědictví. O správu rodinného majetku se rozhořel boj mezi jeho sestrami Eliškou Kateřinou a Markétou Salomenou. Eliška Kateřina se na zámku usídlila, přestože zámek měl připadnout její sestře Markétě Salomeně. V roce 1620 do Jičína dorazili královští komisaři, kteří měli majetek Smiřických ve jménu krále, Elišce zabavit a vrátit její sestře. Když dne 1. února 1620 sepisovala komise v jičínském zámku inventář majetku, došlo k výbuchu střelného prachu, při kterém zahynulo celkem 41 osob, mezi nimi byla nejen Eliška Kateřina, ale i manžel Markéty Salomeny Jindřich Slavata z Chlumu. Zámek byl výbuchem silně poničen, příčina výbuchu nebyla objasněna. V rukou Markéty Salomeny zůstal zámek pouze jeden rok.
Protože Smiřičtí patřili k předákům odbojných stavů, musela Markéta Salomena po bitvě na Bílé hoře v roce 1621 uprchnout ze země a do smrti žít ve vyhnanství. Většinu zkonfiskovaného majetku Smiřických získal Albrecht z Valdštejna. Nová výstavba zámku probíhala mezi lety 1625–1633. Pro získání dalšího stavebního místa, bylo zbořeno šest domů až k městským hradbám. Hlavními staviteli byli Andrea Spezza a Nicolò Sebregondi za účasti Giovanni Battisty Pieroniho. Na jižní straně zámku byly přistavěny konírny, jízdárna a zbrojnice. Po smrti vévody (1634) nebyl zámek ještě dostavěn. V roce 1681 požár města poškodil i zámek. Zčásti vyhořelo první a celé druhé patro. Opravy byly provedeny pouze částečně.
Po rodu Teuffenbachů a Šternberků koupili v roce 1701 celé panství Trauttmansdorffové. Nedostavěná zámecká rezidence byla poškozena dalšími požáry. Po požáru v roce 1768 byla prováděna přestavba zámku na základě projektu stavitele Filipa Hegera. Byla změněna podoba průčelí zámku odstraněním středního rizalitu s arkýřem. Do roku 1775 byl zámek opravován v pozdně barokním stylu. Úpravami interiérů zámku se zásadně měnila původní dispozice především v patrech. Jízdárna, konírny a míčovna již nebyly opraveny. 
Po požáru v roce 1809, při klasicistní opravě byla provedena stávající úprava průčelí. Do pozdního klasicismu lze zařadit nedokončenou výstavbu klasicistního schodiště v severo-východním křídle. 

### Jednání státníků v roce 1813
Trauttmansdorffové na jičínském zámku trvale nebydleli. Jejich diplomatické a politické povinnosti u císařského dvora si žádaly jejich přítomnost ve Vídni. V červnu a červenci roku 1813 proběhlo v zámku jednání zástupců pruského krále, ruského cara a rakouského císaře. Kníže Ferdinand z  Trauttmansdorffu pozval do jičínského zámku rakouského císaře Františka I. s jeho dvorem. V té době pobýval ruský car Alexandr I. v opočenském zámku a pruský král Fridrich Vilém III. v Ratibořicích. Proto se právě v Jičíně setkali zástupci jednotlivých mocnářů a probíhala zde jednání o společném postupu proti Napoleonovi Bonaparte. Dohodli se zde, že spojí vojenské síly a ještě téhož roku byl Napoleon v bitvě u Lipska poražen. Jako jediný původní interiér v zámku se dochoval konferenční salon, kde tato jednání probíhala.
Až v roce 1936 prodali Trauttmansdorffové zámek s dalším nemovitým majetkem městu Jičínu.

## Zámek v současnosti

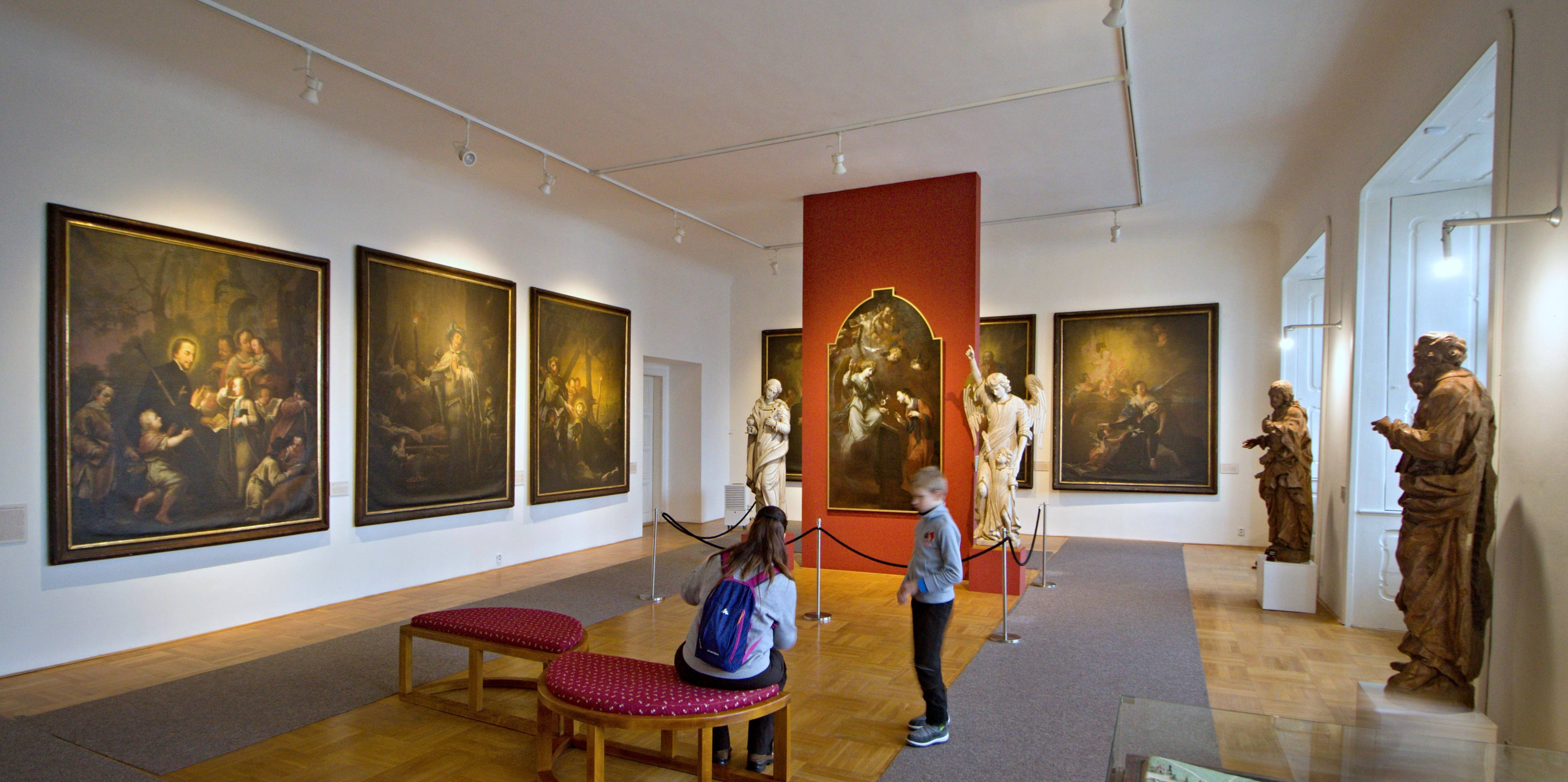
Obrazárna barokních mistrů

Na náměstí v Jičíně je zámek největší a nejimpozantnější budovou. Má dvanáct arkádových pilířů, dva klasicistní trojúhelníkové frontony. Průčelí na každé straně ukončuje nárožní arkýř. K areálů zámku patří tři nádvoří. Do předních dvou zámeckých nádvoří vedou průjezdy s bosovanými portály, menší západní nádvoří obklopují arkády, větší východní nádvoří má při dvou stěnách arkády v přízemí.
V části zámku dnes sídlí Regionální muzeum a galerie se 120 000 sbírkovými předměty. Součástí muzea je tzv. Konferenční salónek protinapoleonské aliance z roku 1813. V objektu sídlí dále Městské informační centrum a umělecká škola J. B. Foerstera. Porotní sál zámku je často využíván ke koncertům i dalším kulturním akcím.